# 28 kwietnia
28 kwietnia jest 118. (w latach przestępnych 119.) dniem w kalendarzu gregoriańskim. Do końca roku pozostaje 247 dni.

## Święta
- Imieniny obchodzą: Achacjusz, Achacy, Afrodyzja, Afrodyzjusz, Afrodyzy, Arystarch, Dydym, Dydymus, Joanna, Ludwik, Marek, Maria, Menander, Pamfil, Patrycjusz, Patrycy, Paweł, Piotr, Przybycześć, Teodora, Waleria i Witalis.
- Barbados – Dzień Bohaterów
- Międzynarodowe:
  - Światowy Dzień Bezpieczeństwa i Ochrony Zdrowia w Pracy, ustanowiony przez Międzynarodową Organizację Pracy
  - Międzynarodowy Dzień Pamięci Ofiar Wypadków przy Pracy, ustanowiony w 1996 roku przez Międzynarodową Konfederację Związków Zawodowych[1]
  - Międzynarodowy Dzień Psa Poszukiwawczo-Ratowniczego – święto ustanowione przez Międzynarodową Organizację Psów Ratowniczych (IRO - Die Internationale Rettungshunde Organisation)[2].
- Pitcairn – Święto Bounty
- Polska – Dzień Bezpieczeństwa i Ochrony Zdrowia w Pracy (uchwalone w 2007)
- Wspomnienia i święta w Kościele katolickim[3][4] obchodzą:
  - św. Ludwik Maria Grignion de Montfort (prezbiter)
  - św. Joanna Beretta Molla (włoska lekarka)
  - bł. Hanna Chrzanowska (polska pielęgniarka)
  - św. Paweł od Krzyża (w nowym kalendarzu rzymskim 19 października)
  - bł. Carino Piotr z Balsamo
  - św. Piotr Chanel (prezbiter) (pierwszy męczennik Oceanii)
  - św. Waleria i Witalis (rodzice świętych Gerwazego i Protazego)

## Wydarzenia w Polsce
- 1311 – Na „Krwawej Górze” koło Wopławek siły krzyżackie pod wodzą Heinricha von Plötzkaua pokonały Litwinów dowodzonych przez księcia Witenesa i uwolniły 1200 jeńców uprowadzonych z Warmii.
- 1512 – Hetman wielki litewski Konstanty Ostrogski pokonał Tatarów w bitwie pod Wiśniowcem.
- 1520 – Król Polski Zygmunt I Stary wydał w Toruniu ordynację obrony kresów. Dokument stanowił o rozmieszczeniu oddziałów obrony potocznej, których zadaniem była obrona południowo-wschodnich granic polskich, zwłaszcza przed najazdami tatarskimi.
- 1631 – Odbył się ingres biskupa Andrzeja Lipskiego do katedry wawelskiej.
- 1762 – Pożar wzniecony przez ciągnące przez Śrem wojska rosyjskie strawił ponad 100 budynków, w tym szkółkę parafialną i ratusz.
- 1848 – Powstanie wielkopolskie: w Grodzisku Wielkopolskim polscy kosynierzy pod dowództwem Marcusa Mossego przegrali bitwę z 600 osobową ekspedycją pruską, tracąc 25 zabitych i 7 ciężko rannych. Kolejnych 20 mieszkańców miasta zostało zamordowanych w tym samym dniu przez pruskich żołnierzy.
- 1864 – Powstanie styczniowe: została stoczona bitwa w Bebelnie na Kielecczyźnie między oddziałem powstańczej żandarmerii pod dowództwem Władysława Nowackiego-Kopaczyńskiego, a wojskiem rosyjskim, zakończona wycofaniem powstańców.
- 1920 – Założono pierwszy polski port wojenny w Pucku, którego struktury przeniesiono później do Gdyni.
- 1924 – Od powołania Banku Polskiego rozpoczęła się reforma walutowa autorstwa premiera i ministra skarbu Władysława Grabskiego.
- 1936 – Sejm RP uchwalił obowiązujące do dzisiaj ustawy: Prawo wekslowe i Prawo czekowe.
- 1939 – Niemcy wypowiedziały polsko-niemiecką deklarację z 1934 o niestosowaniu przemocy.
- 1943 – Z inicjatywy nacjonalistycznych środowisk ukraińskich we Lwowie sformowana została składająca się z ukraińskich ochotników 14. Dywizja Grenadierów SS (tzw. dywizja SS-Galizien).
- 1945 – Piotr Zaremba przybył do Szczecina z zadaniem ustanowienia polskiej władzy w mieście.
- 1947 – Rozpoczęła się Akcja „Wisła”.
- 1949 – Koluszki uzyskały prawa miejskie.
- 1955 – Premiera filmu Opowieść atlantycka w reżyserii Wandy Jakubowskiej.
- 1969 – Zlikwidowano komunikację tramwajową w Jeleniej Górze.
- 1973 – W Nowej Hucie odsłonięto pomnik Włodzimierza Lenina.
- 1981 – Masowiec SS „Sołdek”, pierwszy po II wojnie światowej statek zbudowany całkowicie w Polsce, został przekazany do Centralnego Muzeum Morskiego w Gdańsku.
- 1990 – Weszła w życie ustawa znosząca obchodzone 22 lipca Narodowe Święto Odrodzenia Polski i przywracająca Święto Narodowe Trzeciego Maja.
- 2006 – Minister spraw zagranicznych Stefan Meller podał się do dymisji.
- 2011 – W Mostach koło Lęborka samochód ciężarowy wjechał pod pociąg relacji Katowice-Gdynia, w wyniku czego zginęły 2 osoby, a 25 zostało rannych.
- 2012 – W Słubicach zmierzono rekordową w historii Polski temperaturę w kwietniu (+31,6 °C).
- 2014 – Wystartował kanał edukacyjno-poznawczy Fokus TV.
- 2023 – Po śmierci biskupa Wiktora Wysoczańskiego, Rada Synodalna Kościoła Polskokatolickiego w RP powierzyła obowiązki ordynariusza diecezji warszawskiej, przewodniczącego Rady Synodalnej i p.o. zwierzchnika Kościoła Polskokatolickiego w RP ks. dr. Andrzejowi Gontarkowi[5].

## Wydarzenia na świecie

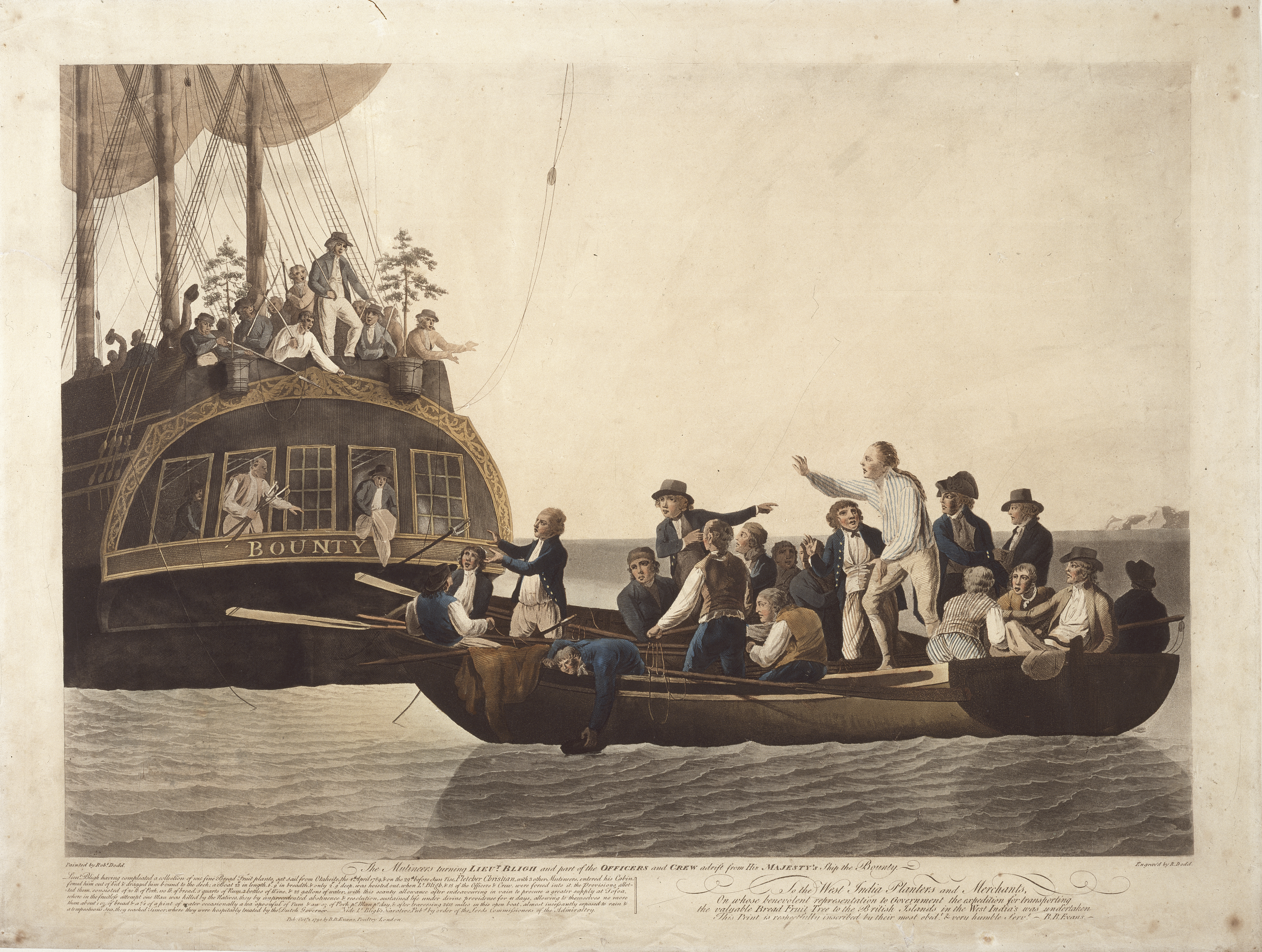
Bunt na HMS „Bounty” – kapitan William Bligh wraz z 18 marynarzami rozpoczyna rejs w szalupie na Timor

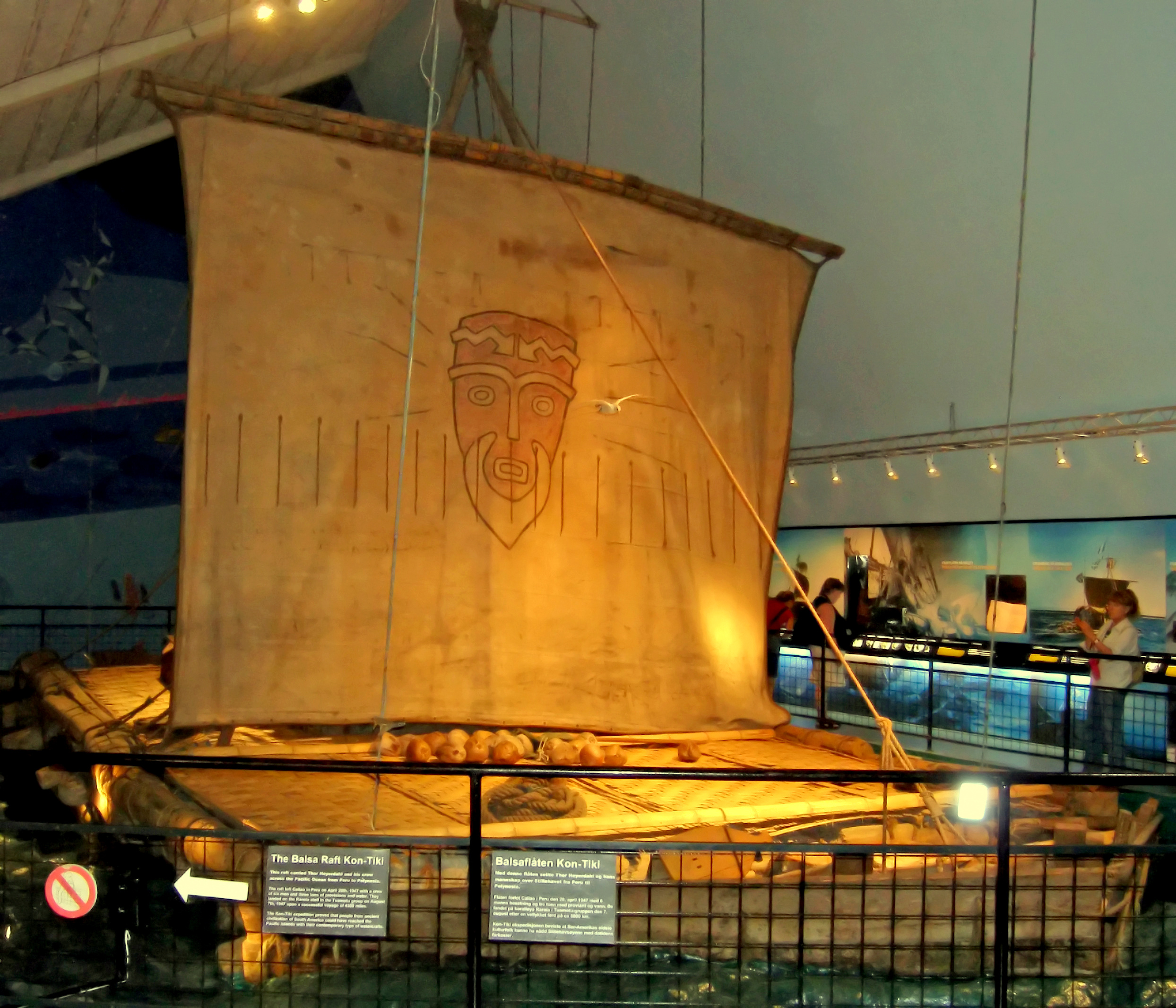
Rekonstrukcja tratwy „Kon-Tiki” w muzeum w Oslo

- 224 – Władca sasanidzki Ardaszir I pokonał w bitwie pod Hormizdeganem ostatniego króla Partów Artabanusa IV.
- 1069 – Po śmierci współpanującego z nim brata Magnusa II Haraldssona samodzielnym królem Norwegii został Olaf III Pokojowy.
- 1131 – Bela II Ślepy został koronowany na króla Węgier i Chorwacji.
- 1192 – Na kilka dni przed planowaną koronacją na króla Jerozolimy Konrad z Montferratu został skrytobójczo zamordowany przez członków muzułmańskiej sekty nizarytów.
- 1202 – Król Filip II August skonfiskował lenna króla Anglii Jana bez Ziemi w północnej Francji.
- 1220 – Położono kamień węgielny pod budowę katedry w Salisbury.
- 1330 – Założono klasztor benedyktynów w Ettal w Bawarii.
- 1487 – Wojska mediolańskie pokonały Szwajcarów w bitwie pod Crevolą.
- 1503 – II wojna włoska: zwycięstwo wojsk hiszpańskich nad francuskimi w bitwie pod Cerignolą.
- 1580 – Mustafa Lala Pasza został wielkim wezyrem tureckim.
- 1611 – Założono Uniwersytet św. Tomasza w Manili, najstarszy działający nieprzerwanie na kontynencie azjatyckim.
- 1738 – Papież Klemens XII w konstytucji apostolskiej In Eminenti zakazał katolikom przynależności do lóż masońskich pod karą ekskomuniki.
- 1760 – Wojna siedmioletnia: zwycięstwo wojsk francuskich nad brytyjskimi w bitwie pod Quebekiem.
- 1772 – W Kopenhadze zostali straceni publicznie niemiecki lekarz, były minister Królestwa Danii i kochanek królowej Karoliny Matyldy Johann Friedrich Struensee oraz jego współpracownik Enevold Brandt.
- 1788 – Maryland jako 7. stan wstąpił do Unii.
- 1789 – W pobliżu archipelagu Wysp Przyjacielskich (Tonga) doszło do buntu załogi brytyjskiego okrętu HMS „Bounty”. Kapitana Williama Bilgha i 18 wiernych mu marynarzy pozostawiono w szalupie, którą rozpoczęli rejs na wyspę Timor.
- 1796 – Kampania włoska Napoleona: w Cherasco zawarto zawieszenie broni między Królestwem Sycylii a Francją.
- 1818 – W Wielkiej Brytanii ustanowiono Order św. Michała i św. Jerzego.
- 1838 – Założono niemieckie przedsiębiorstwo Pelikan Holding, zajmujące się produkcją przyborów piśmienniczych, głównie wiecznych piór.
- 1848 – Ibrahim Sarim Pasza został wielkim wezyrem tureckim.
- 1849 – Król Prus Fryderyk Wilhelm IV odrzucił koronę cesarską, ofiarowaną mu przez ogólnoniemiecki parlament frankfurcki.
- 1865 – W Paryżu odbyła się premiera opery Afrykanka z muzyką Giacoma Meyerbeera do libretta (w języku francuskim) Eugène’a Scribe’a.
- 1876 – Wykonano ostatni wyrok śmierci w historii Brazylii.
- 1877:
  - Otwarto (nieistniejący już) most kolejowy Willemsspoorbrug nad Nową Mozą w Rotterdamie.
  - Otwarto stadion Stamford Bridge w Londynie.
- 1885 – Podczas wystawy psów w Nowym Jorku po raz pierwszy zaprezentowano grzywacza chińskiego.
- 1902 – Klub piłkarski Newton Heath został przemianowany na Manchester United.
- 1903 – W trzęsieniu ziemi w tureckim mieście Malazgirt zginęło 3,5 tys. osób.
- 1904 – W wyniku eksplozji w kopalni węgla kamiennego w Villanueva del Río y Minas w południowej Hiszpanii zginęło 63 górników.
- 1908:
  - Szwajcar Hector Hodler założył Universala Esperanto-Asocio (UEA), największą międzynarodową organizację użytkowników języka esperanto.
  - W wyniku podpalenia domu przez swojego pracownika w La Porte w stanie Indiana zginęła pochodząca z Norwegii 48-letnia wdowa Belle Gunness wraz z trojgiem dzieci. Przybyła na miejsce policja odkryła zakopane w chlewie ciała 28 mężczyzn, których Gunness zwabiała drogą ogłoszeń matrymonialnych i mordowała w celach rabunkowych.
- 1913:
  - Austriacki astronom Johann Palisa odkrył planetoidę (750) Oskar, a rosyjski astronom Grigorij Nieujmin planetoidę (751) Faïna.
  - W USA ukazało się pierwsze wydanie CRC Handbook of Chemistry and Physics.
- 1916 – Hugo Ball ogłosił w Zurychu Manifest Dada.
- 1918:
  - I wojna światowa: wojska niemieckie obaliły Centralną Radę Ukrainy.
  - Sidónio Pais został prezydentem Portugalii.
- 1919 – Rozpoczęto budowę kaplicy Objawień w portugalskiej Fatimie.
- 1920 – Utworzono Azerbejdżańską SRR.
- 1921 – Kubańczyk José Raúl Capablanca pokonał w Hawanie w meczu o szachowe mistrzostwo świata Niemca Emanuela Laskera, który stracił tytuł po rekordowych 27 latach.
- 1923 – Otwarto pierwszy Stadion Wembley w Londynie.
- 1924 – 119 górników zginęło w wyniku eksplozji w kopalni węgla kamiennego w Benwood w amerykańskim stanie Wirginia Zachodnia.
- 1925 – W Paryżu rozpoczęła się Międzynarodowa Wystawa Sztuki Dekoracyjnej i Wzornictwa. Od jej francuskiej nazwy pochodzi określenie stylu Art déco.
- 1926 – Damad-i Shariyari Ahmad Nami Bay został prezydentem Syrii.
- 1928 – Amerykanin Lee Barnes ustanowił rekord świata w skoku o tyczce (4,30 m).
- 1930 – Hybrydowe zaćmienie Słońca widoczne nad Pacyfikiem, Ameryką Północną i północnym Atlantykiem.
- 1933 – Dokonano oblotu włoskiego myśliwca Fiat CR.32.
- 1934 – Ricardo Samper został premierem Hiszpanii.
- 1936 – Faruk I został królem Egiptu i Sudanu.
- 1937:
  - Hiszpańska wojna domowa: wojska frankistowskie zajęły baskijskie miasta Durango i Guernica.
  - Na przedmieściach Rzymu Benito Mussolini dokonał otwarcia największego włoskiego studia filmowego Cinecittà.
- 1939 – W czasie przemówienia w Reichstagu Adolf Hitler otwarcie ogłosił plany pozyskania przez Niemcy „przestrzeni życiowej” na wschodzie oraz wypowiedział Wielkiej Brytanii traktat morski.
- 1940:
  - Kampania norweska: podczas niemieckiego nalotu na Molde król Haakon VII i jego syn, następca tronu książę Olaf demonstracyjnie przeczekali bombardowanie na otwartym terenie pod brzozą, która, nazwana później królewską, stała się symbolem norweskiego oporu przeciwko agresji niemieckiej.
  - Klub piłkarski Atlético Madryt zdobył swój pierwszy tytuł mistrza Hiszpanii.
  - W Seattle w stanie Waszyngton uruchomiono komunikację trolejbusową.
- 1941:
  - Bitwa o Atlantyk: niemiecki okręt podwodny U-65 został zatopiony na północnym Atlantyku przez brytyjski niszczyciel HMS „Douglas”, w wyniku zginęła cała, 50-osobowa załoga.
  - Isaías Medina Angarita został wybrany przez Kongres Narodowy na urząd prezydenta Wenezueli.
- 1943:
  - Rozpoczął się rajd brytyjskich komandosów przeciwko niemieckim jednostkom pływającym w Haugesund w okupowanej Norwegii (operacja „Checkmate“).
  - Wojna na Pacyfiku: amerykański okręt podwodny USS „Gudgeon“ zatopił na Morzu Sulu japoński okręt transportowy „Chichibu Maru”, w wyniku czego zginęło ponad 2 tys. osób.
- 1944 – Front zachodni: w trakcie ćwiczeń przed planowanym lądowaniem w Normandii (operacja „Tygrys”), w wyniku ataku 9 niemieckich kutrów torpedowych na służące do przewozu czołgów amerykańskie okręty desantowe LST zginęło 946 osób.
- 1945:
  - Komunistyczni partyzanci rozstrzelali w miejscowości Giulino di Mezzegra Benita Mussoliniego i jego kochankę Clarę Petacci.
  - Rozpoczęły się walki uliczne w Berlinie.
- 1947 – Norweski podróżnik Thor Heyerdahl rozpoczął wyprawę na tratwie „Kon-Tiki” z Peru przez Ocean Spokojny, która miała udowodnić hipotezę, że ludzie przybyli na wyspy Polinezji z Ameryki Południowej.
- 1948 – Z konstytucji Luksemburga usunięto zapis o jego neutralności.
- 1950 – Król Tajlandii Bhumibol Adulyadej ożenił się z Sirikit Kitiyakarą.
- 1951 – Mohammad Mosaddegh został premierem Iranu.
- 1952:
  - W Tajpej podpisano traktat pokojowy między Republiką Chińską (Tajwanem) a Japonią.
  - Zakończyła się amerykańska okupacja Japonii.
- 1953 – Syn zmarłego w marcu Józefa Stalina, Waslilij, został aresztowany pod zarzutem ujawnienia tajnych informacji zagranicznym dyplomatom i oczerniania przywódców radzieckich.
- 1962 – Francuska wyprawa dokonała pierwszego wejścia na himalajski siedmiotysięcznik Jannu.
- 1963 – Wystrzelono radzieckiego satelitę Kosmos 16.
- 1964 – Japonia została członkiem OECD.
- 1965:
  - William F. Raborn Jr. został dyrektorem CIA.
  - Wojska amerykańskie dokonały inwazji na Dominikanę w celu zdławienia komunistycznej rebelii.
- 1967:
  - Bokser Muhammad Ali odmówił wstąpienia do armii amerykańskiej.
  - Z połączenia McDonnell Aircraft Corporation i Douglas Aircraft Company powstała amerykańska wytwórnia lotnicza McDonnell Douglas.
- 1969 – Charles de Gaulle ustąpił ze stanowiska prezydenta Francji.
- 1977 – Zapadły wyroki skazujące w procesie trzech przywódców zachodnioniemieckiej Frakcji Czerwonej Armii (RAF).
- 1978 – Prezydent Afganistanu Mohammad Daud Chan i członkowie jego rodziny zostali zamordowani w pałacu prezydenckim w Kabulu w czasie komunistycznego przewrotu.
- 1981 – Hiszpański region Galicja uzyskał autonomię.
- 1983 – Uchwalono zniesienie kary śmierci w czasie pokoju w państwach członkowskich Rady Europy.
- 1988 – 1 osoba zginęła, a 65 zostało rannych wskutek dekompresji po oderwaniu się nad Hawajami fragmentu kadłuba Boeinga 737 linii Aloha Airlines.
- 1991 – Rozpoczęła się misja STS-39 wahadłowca Discovery.
- 1992 – Dwie pozostałe po rozpadzie kraju republiki (Serbia i Czarnogóra) rozwiązały formalnie Socjalistyczną Federacyjną Republikę Jugosławii, powołując w jej miejsce Federalną Republikę Jugosławii ze stolicą w Belgradzie.
- 1993:
  - Carlo Azeglio Ciampi został premierem Włoch.
  - Weszła w życie konstytucja Andory.
- 1994:
  - Papież Jan Paweł II upadł w łazience i doznał złamania kości udowej.
  - Tsutomu Hata został premierem Japonii.
- 1995 – Minister spraw zagranicznych Władysław Bartoszewski wygłosił przemówienie podczas uroczystej sesji Bundestagu i Bundesratu w Bonn, zwołanej z okazji 50. rocznicy zakończenia II wojny światowej.
- 1996 – W Port Arthur na Tasmanii z rąk szaleńca zginęło 35 osób, a 37 zostało rannych.
- 1999 – Powstał Europejski Urząd ds. Zwalczania Nadużyć Finansowych (OLAF).
- 2001 – Amerykański miliarder Dennis Tito został pierwszym turystą kosmicznym jako członek załogi statku Sojuz TM-32.
- 2003:
  - Na orbitę okołoziemską wyniesiony został amerykański teleskop kosmiczny GALEX.
  - Ustanowiono hymn Wysp Kanaryjskich.
  - W szwedzkim Malmö podpalono meczet.
- 2005 – Trzęsienie ziemi na Oceanie Indyjskim, będące wstrząsem wtórnym potężnego trzęsienia z 26 grudnia 2004 roku.
- 2007:
  - 28 osób zginęło w samobójczym zamachu bombowym w miejscowości Chorsadda na północnym zachodzie Pakistanu, którego celem miał być minister spraw wewnętrznych Aftab Ahmad Sherpao.
  - 71 osób zginęło, a ponad 170 zostało rannych w wybuchu samochodu-pułapki w irackiej Karbali.
- 2008 – W zderzeniu pociągów w mieście Zibo w chińskiej prowincji Szantung zginęły 72 osoby, a 416 zostało rannych.
- 2009 – Albania złożyła wniosek o przyjęcie do Unii Europejskiej.
- 2011 – 17 osób zginęło, a 21 zostało rannych w zamachu bombowym na restaurację w centrum Marrakeszu w Maroku.
- 2013 – Enrico Letta został premierem Włoch.
- 2015 – Na wyspie Nusa Kambangan u wybrzeży Jawy w Indonezji rozstrzelano 8 przemytników narkotyków, w tym 7 obcokrajowców.
- 2016 – Wystrzelono pierwszą rakietę z Kosmodromu Wostocznyj na rosyjskim dalekim wschodzie, która wyniosła na orbitę 3 satelity.
- 2017:
  - Ilir Meta został wybrany przez Zgromadzenie Albanii na urząd prezydenta kraju.
  - Rozpoczęła się dwudniowa wizyta papieża Franciszka w Egipcie.
- 2022 – Dritan Abazović został premierem Czarnogóry.
- 2023 – Inwazja Rosji na Ukrainę: w nocy z 27 na 28 kwietnia w rosyjskim ataku na Humań zginęły 23 osoby, w tym 6 dzieci.

## Urodzili się
- 32 – Marek Salwiusz Oton, cesarz rzymski (zm. 69)
- 1402 – Nezahualcoyotl, władca Texcoco (zm. 1472)
- 1442 – Edward IV York, król Anglii (zm. 1483)
- 1545 – Yi Sun-sin, koreański admirał (zm. 1598)
- 1587 – Krzysztof Ossoliński, polski magnat, polityk, dowódca wojskowy, pisarz, tłumacz (zm. 1645)
- 1589 – Małgorzata Sabaudzka, księżna Mantui i Montferratu, wicekról Portugalii (zm. 1655)
- 1612 – Edward I Farnese, książę Parmy i Piacenzy (zm. 1646)
- 1625 – Henryk Rudolf, książę brunszwicki (zm. 1627)
- 1630 – Charles Cotton, angielski poeta (zm. 1687)
- 1652 – Magdalena Sibylla von Hessen-Darmstadt, niemiecka księżna, kompozytorka (zm. 1712)
- 1686 – Michał Jan Józef Brokoff, czeski rzeźbiarz (zm. 1721)
- 1688 – Giacomo Boni, włoski malarz (zm. 1766)
- 1697 – Károly József Batthyány, węgierski marszałek polny w służbie austriackiej (zm. 1772)
- 1725 – Florian Amand Janowski, polski duchowny katolicki, biskup tarnowski (zm. 1801)
- 1733 – Kazimierz Radoński, polski generał major (zm. 1795)
- 1735:
  - Vincenzo Labini, włoski duchowny katolicki, biskup Malty (zm. 1807)
  - Józef Olechowski, polski duchowny katolicki, biskup pomocniczy krakowski (zm. 1806)
- 1739 – Sebastian Desbrielles, francuski duchowny katolicki, męczennik, błogosławiony (zm. 1792)
- 1742 – Henry Dundas, brytyjski arystokrata, prawnik, polityk (zm. 1811)
- 1753 – Franz Karl Achard, niemiecki chemik, fizyk, biolog (zm. 1821)
- 1756 – Thomas Pelham, brytyjski arystokrata, polityk (zm. 1826)
- 1758 – James Monroe, amerykański polityk, prezydent USA (zm. 1831)
- 1761 – Maria Harel, Francuzka, domniemana twórczyni sera Camembert (zm. 1844)
- 1764 – Marie-Joseph de Chénier, francuski dramatopisarz, polityk (zm. 1811)
- 1774 – Francis Baily, brytyjski astronom (zm. 1844)
- 1778 – Adriaan van der Hoop, holenderski bankier, kolekcjoner dzieł sztuki, polityk (zm. 1854)
- 1779 – Simon Bernard, francuski generał (zm. 1839)
- 1787 – Karol Zieliński, polski generał (zm. 1835)
- 1793 – Witalis Smochowski, polski aktor (zm. 1888)
- 1794 – Miklós Jósika, węgierski pisarz (zm. 1865)
- 1795 – Charles Sturt, brytyjski wojskowy, podróżnik, administrator kolonialny (zm. 1869)
- 1801 – Anthony Ashley-Cooper, brytyjski arystokrata, polityk, filantrop, reformator społeczny (zm. 1885)
- 1803 – Bernardo Prudencio Berro, urugwajski pisarz, polityk, prezydent Urugwaju (zm. 1868)
- 1815 – Karl von Blaas, austriacki malarz (zm. 1894)
- 1817:
  - Patrick Hamill, amerykański polityk (zm. 1895)
  - Lewis Parsons, amerykański polityk (zm. 1895)
- 1818 – Adalbert Wojciech Starczewski, rosyjski dziennikarz, historyk literatury, językoznawca pochodzenia polskiego (zm. 1901)
- 1827 – Piotr Soler, hiszpański franciszkanin, misjonarz, męczennik, błogosławiony (zm. 1860)
- 1830:
  - Marie Souvestre, francuska pedagog, feministka, tłumaczka, filantropka (zm. 1905)
  - Witalis Piotr Wilczkowski, polski chirurg (zm. 1889)
- 1831 – Peter Tait, szkocki fizyk, matematyk, wykładowca akademicki (zm. 1901)
- 1834:
  - Louis Ruchonnet, szwajcarski polityk, prezydent Szwajcarii (zm. 1893)
  - Eliasz Stumann, polski fotograf pochodzenia żydowskiego (zm. 1903)
- 1836 – Konstantin Miller, rosyjski polityk (zm. 1901)
- 1838 – Tobias Asser, holenderski prawnik, dyplomata, laureat Pokojowej Nagrody Nobla (zm. 1913)
- 1840 – Witalis Walter, polski ziemianin, inżynier, uczestnik powstania styczniowego (zm. 1927)
- 1844 – Zofia Bukowiecka, polska autorka literatury dziecięcej i młodzieżowej (zm. 1920)
- 1845 – Anastazy Dreszer, polski pianista, kompozytor, pedagog (zm. 1907)
- 1846 – Oskar Backlund, rosyjski astronom pochodzenia szwedzkiego (zm. 1916)
- 1848 – Ludvig Schytte, duński kompozytor, pianista, pedagog (zm. 1909)
- 1850 – Odo Reuter, fiński entomolog, wykładowca akademicki, poeta pochodzenia szwedzkiego (zm. 1913)
- 1852 – Nikołaj Wwiedienski, rosyjski fizjolog, wykładowca akademicki (zm. 1922)
- 1854 – Hertha Marks Ayrton, brytyjska matematyk, wynalazczyni, sufrażystka pochodzenia żydowskiego (zm. 1923)
- 1855:
  - Gustaw Josephy, niemiecki przedsiębiorca, fabrykant (zm. 1918)
  - José Malhoa, portugalski malarz (zm. 1933)
- 1857 – Władysław Biegański, polski lekarz, metodolog, logik (zm. 1917)
- 1859 – Kipryjan Kandratowicz, rosyjski i białoruski generał piechoty, działacz narodowy (zm. 1932)
- 1860 – Henryk Rebuschini, włoski kamilianin, błogosławiony (zm. 1938)
- 1862:
  - Bronisław Teofil Babiański, polski generał dywizji (zm. 1939)
  - Jan Witalis Bączkiewicz, polski otolaryngolog (zm. 1932)
  - Ludwig Boller, niemiecki malarz (zm. 1896)
  - Antoni Lange, polski poeta, krytyk literacki, tłumacz, filozof-mistyk, poliglota pochodzenia żydowskiego (zm. 1929)
  - William Norton, walijski rugbysta (zm. 1898)
- 1863 – Josiah Thomas, australijski polityk (zm. 1933)
- 1866 – Maria Hermina Grivot, francuska misjonarka, męczennica, święta (zm. 1900)
- 1867:
  - Filip Müller, polski lekarz, tytularny generał brygady (zm. 1951)
  - Arcadia Schmalenbach, niemiecka zakonnica (zm. 1947)
- 1868:
  - Émile Bernard, francuski malarz (zm. 1941)
  - Gieorgij Woronoj, rosyjski matematyk, wykładowca akademicki pochodzenia ukraińskiego (zm. 1908)
- 1869:
  - Stanisław Ciechanowski, polski anatomopatolog, wykładowca akademicki (zm. 1945)
  - Bertram Goodhue, amerykański architekt, typograf (zm. 1924)
  - Frances Hodgkins, nowozelandzka malarka (zm. 1947)
- 1870:
  - August Schmierer, niemiecki rugbysta (zm. ?)
  - Hermann Suter, szwajcarski kompozytor, dyrygent (zm. 1926)
- 1871 – Piotr Romero Espejo, hiszpański redemptorysta, męczennik, błogosławiony (zm. 1938)
- 1872:
  - Carl Bonde, szwedzki jeździec sportowy (zm. 1957)
  - Adolf Daab, polski przedsiębiorca budowlany pochodzenia niemieckiego (zm. 1924)
  - William Duff, kanadyjski polityk (zm. 1953)
  - Zygmunt Markowski, polski patolog, wykładowca akademicki (zm. 1951)
  - Filip Siarkiewicz, polski generał brygady (zm. 1932)
- 1873:
  - Harold Bauer, amerykański pianista pochodzenia niemiecko-angielskiego (zm. 1951)
  - Moszek Helman, polski przedsiębiorca, radny łódzki, polityk, poseł na Sejm RP pochodzenia żydowskiego (zm. 1957)
- 1874:
  - Karl Kraus, austriacki dramaturg, poeta, satyryk, publicysta (zm. 1936)
  - Sidney Toler, amerykański aktor, dramaturg, reżyser teatralny (zm. 1947)
- 1875:
  - Maksymilian Blassberg, polski internista, diabetolog, esperantysta pochodzenia żydowskiego (zm. 1945)
  - Edward Maliszewski, polski bibliograf, historyk, etnograf, dziennikarz (zm. 1928)
  - Leon Połomski, polski duchowny katolicki, działacz narodowy (zm. 1940)
- 1876:
  - Jan Jaroszyński, polski inżynier elektrotechnik, turysta górski, wspinacz, artysta fotograf i popularyzator fotografii, działacz organizacji turystycznych i fotograficznych (zm. 1956)
  - Piotr Lasota, polski rzeźnik, działacz społeczny i cechowy, polityk, poseł na Sejm Ustawodawczy i Sejm RP (zm. 1942)
  - Stanisław Moskalewski, polski polityk, wojewoda lubelski (zm. 1936)
  - Nicola Romeo, włoski przedsiębiorca, pionier motoryzacji (zm. 1938)
- 1877 – Ferdinand Stanislaus Pawlikowski, austriacki duchowny katolicki, biskup Seckau (zm. 1956)
- 1878 – Lionel Barrymore, amerykański aktor (zm. 1954)
- 1879 – Zsigmond Kunfi, węgierski działacz socjalistyczny, nauczyciel (zm. 1929)
- 1881 – Stanisław Filasiewicz, polski architekt (zm. po 1944)
- 1886 – Erich Salomon, niemiecki fotoreporter (zm. 1944)
- 1887 – Thomas Aass, norweski żeglarz sportowy (zm. 1961)
- 1889:
  - António de Oliveira Salazar, portugalski ekonomista, polityk, dyktator Portugalii (zm. 1970)
  - Jan Piotrowski, polski publicysta, dziennikarz (zm. 1947)
- 1890:
  - Ławrientij Kartweliszwili, gruziński i radziecki polityk (zm. 1938)
  - Henryk Krzciuk, polski polityk, poseł na Sejm RP (zm. 1954)
  - Bronisław Obtułowicz, polski kapitan (zm. ?)
- 1891:
  - Boris Iofan, radziecki architekt pochodzenia żydowskiego (zm. 1976)
  - Friedrich Weißler, niemiecki prawnik pochodzenia żydowskiego (zm. 1937)
- 1892:
  - Albin Dziekoński, polski poeta (zm. 1940?)
  - John Jacob Niles, amerykański piosenkarz, kompozytor (zm. 1980)
- 1894:
  - Horia Macellariu, rumuński kontradmirał, publicysta i wykładowca wojskowy (zm. 1989)
  - Teodor Regedziński, polski szachista (zm. 1954)
- 1895:
  - Anna Sołtan-Romerowa, polska malarka (zm. 1974)
  - Zygmunt Zaremba, polski polityk, poseł na Sejm RP, przewodniczący RJN (zm. 1967)
- 1896 – Aimo Lahti, fiński konstruktor broni strzeleckiej (zm. 1970)
- 1897:
  - Kálmán Tihanyi, węgierski fizyk, elektronik (zm. 1947)
  - Ye Jianying, chiński dowódca wojskowy, polityk komunistyczny (zm. 1986)
- 1898:
  - Grantley Herbert Adams, barbadoski polityk, premier kolonii Barbados i Federacji Indii Zachodnich (zm. 1971)
  - August Hirt, niemiecki lekarz anatom, SS-Hauptsturmführer (zm. 1945)
  - Władysław Naprawa, polski major piechoty (zm. 1975)
  - Helena Piszczatowska, polska łączniczka, żołnierz AK (zm. 1991)
- 1899:
  - Stanisław Lorentz, polski historyk sztuki, muzeolog, wykładowca akademicki, polityk, poseł na Sejm PRL (zm. 1991)
  - Karolina Lubliner-Mianowska, polska botanik, działaczka harcerska (zm. 1963)
- 1900:
  - Bruno Apitz, niemiecki pisarz (zm. 1979)
  - William Herald, australijski pływak (zm. 1976)
  - Lajos Keresztes, węgierski zapaśnik (zm. 1978)
  - Heinrich Müller, niemiecki funkcjonariusz nazistowski, szef Gestapo (zm. 1945)
  - Jan Oort, holenderski astronom, wykładowca akademicki (zm. 1992)
  - Maurice Thorez, francuski działacz komunistyczny (zm. 1964)
  - Jean Vaysse, francuski rugbysta (zm. 1974)
- 1901:
  - Daniel Fernández Crespo, urugwajski polityk, prezydent Urugwaju (zm. 1964)
  - Eustachy Kuroczko, polski pedagog, działacz społeczny, polityk, poseł na Sejm Ustawodawczy i na Sejm PRL (zm. 1956)
- 1902:
  - Johan Borgen, norweski pisarz, dziennikarz, satyryk, krytyk literacki (zm. 1979)
  - Janina Loteczkowa, polska sportsmenka (zm. 1966)
- 1903:
  - Jerzy Borysowicz, polski neurolog, psychiatra (zm. 1980)
  - Joazaf (Leluchin), rosyjski biskup prawosławny (zm. 1966)
  - Alio Mircchulawa, gruziński poeta, tłumacz (zm. 1971)
  - August Zehender, niemiecki generał major (zm. 1945)
- 1904:
  - Anna Maria Mars, polska historyk sztuki (zm. 1989)
  - Jan Sztaudynger, polski poeta, satyryk, autor utworów dla dzieci (zm. 1970)
- 1905:
  - George Kelly, amerykański psycholog, psychoterapeuta (zm. 1967)
  - Adam Zbigniew Liebhart, polski muzykolog (zm. 1976)
- 1906:
  - Pierre Boileau, francuski pisarz (zm. 1989)
  - Bart Bok, holenderski astrofizyk (zm. 1983)
  - Kurt Gödel, austriacki logik, matematyk (zm. 1978)
- 1907 – Mikołaj Bondarenko-Pawlak, polski działacz komunistyczny (zm. 1963)
- 1908:
  - Ethel Catherwood, kanadyjska lekkoatletka, skoczkini wzwyż i oszczepniczka (zm. 1987)
  - Oskar Schindler, niemiecki przemysłowiec (zm. 1974)
- 1909:
  - Eric Chitty, kanadyjski żużlowiec (zm. 1990)
  - Jan Druto, polski dyplomata, polityk pochodzenia litewskiego (zm. 1985)
  - Hans Zehetmayer, austriacki bokser (zm. 1945)
- 1910:
  - Władysław Bazyluk, polski entomolog (zm. 1988)
  - Karol Kozieł, polski astronom (zm. 1996)
- 1911:
  - Jan Bołbott, polski podporucznik rezerwy piechoty (zm. 1939)
  - Jürgen Deecke, niemiecki oficer marynarki, dowódca okrętu podwodnego (zm. 1940)
- 1912:
  - Øivind Holmsen, norweski piłkarz (zm. 1996)
  - József Sír, węgierski lekkoatleta, sprinter (zm. 1996)
  - Iwan Taranienko, radziecki generał porucznik lotnictwa (zm. 1995)
- 1913:
  - Reg Butler, brytyjski rzeźbiarz (zm. 1981)
  - Walter Komossa, niemiecki inżynier, kierowca wyścigowy (zm. 1987)
- 1914 – Sidney Weintraub, amerykański ekonomista, wykładowca akademicki (zm. 1983)
- 1915:
  - Leslie Chelminski, kanadyjski kierowca rajdowy, inżynier pochodzenia polskiego (zm. 2007)
  - Robina Higgins, kanadyjska lekkoatletka, miotaczka (zm. 1990)
  - Mykoła Wozdwyżenski, radziecki major pilot (zm. 1989)
- 1916:
  - Stanisław Akielaszek, polski filolog klasyczny, działacz polonijny (zm. 2003)
  - Bernard Gajdus, polski chirurg (zm. 2001)
  - Ferruccio Lamborghini, włoski mechanik, konstruktor, przemysłowiec (zm. 1993)
- 1918:
  - Stefan Borsukiewicz, polski poeta, żołnierz (zm. 1942)
  - Gunnar Dahlen, norweski piłkarz (zm. 2004)
  - Anja Lundholm, niemiecka pisarka, tłumaczka pochodzenia żydowskiego (zm. 2007)
  - Mieczysław Serwiński, polski chemik, polityk, poseł na Sejm PRL (zm. 1999)
  - Samuel Tepler, izraelski malarz (zm. 1998)
- 1919:
  - Michał Gawałkiewicz, polski dziennikarz, fotografik, poeta, varsavianista (zm. 2011)
  - Leszek Prorok, polski prozaik, eseista, dramaturg (zm. 1984)
  - Franco Rossi, włoski reżyser i scenarzysta filmowy (zm. 2000)
  - Kurt Wires, fiński kajakarz (zm. 1992)
- 1920:
  - Piotr Paweł Gallus, polski sierżant pilot (zm. 2011)
  - Włodzimierz Szafrański, polski historyk, archeolog, religioznawca (ur. 1998)
  - Zenon Wróblewski, polski polityk, poseł na Sejm PRL (zm. 2006)
- 1921:
  - Jerzy Kujawski, polski malarz (zm. 1998)
  - Stana Tomašević, jugosłowiańska nauczycielka, polityk, dyplomata (zm. 1983)
- 1922:
  - Pino Cerami, belgijski kolarz szosowy (zm. 2014)
  - Klára Jarunková, słowacka pisarka (zm. 2005)
  - Stanisław Kleszcz, polski polityk, przewodniczący Prezydium MRN w Zawierciu (zm. 1981)
  - Alfonso Montemayor, meksykański piłkarz (zm. 2012)
- 1923:
  - Carolyn Cassady, amerykańska pisarka (zm. 2013)
  - William Guarnere, amerykański sierżant sztabowy (zm. 2014)
- 1924:
  - Donatas Banionis, litewski aktor (zm. 2014)
  - Edwin Brzostowski, polski działacz kulturalny (zm. 1997)
  - Kenneth Kaunda, zambijski polityk, prezydent Zambii (zm. 2021)
- 1925:
  - Luis Cruz, urugwajski piłkarz (zm. 1998)
  - Władysław Kądziołka, polski górnik, polityk, poseł na Sejm PRL (zm. 1999)
  - Bruce Kirby, amerykański aktor (zm. 2021)
  - Zygmunt Lichniak, polski eseista, poeta, krytyk literacki i filmowy (zm. 2015)
  - James Hector MacDonald, kanadyjski duchowny katolicki, arcybiskup Saint John’s
  - Otto Šimánek, czeski aktor (zm. 1992)
- 1926 – Harper Lee, amerykańska pisarka (zm. 2016)
- 1927:
  - Jerzy Dietl, polski ekonomista, polityk, senator RP (zm. 2021)
  - Eberhard Hilscher, niemiecki poeta, prozaik, eseista, krytyk literacki (zm. 2005)
- 1928:
  - Mirosława Dubrawska, polska aktorka (zm. 2010)
  - Iwan Kizimow, rosyjski jeździec sportowy (zm. 2019)
  - Yves Klein, francuski malarz, rzeźbiarz (zm. 1962)
  - Manuel Muñoz, chilijski piłkarz (zm. 2022)
  - Kavalam Narayana Panicker, indyjski prozaik, poeta, reżyser teatralny (zm. 2016)
  - Eugene Shoemaker, amerykański geolog, astronom (zm. 1997)
- 1929 – Peter Moore, australijski żużlowiec (zm. 1996)
- 1930:
  - James Baker, amerykański polityk, dyplomata
  - Bud Carson, amerykański futbolista, trener (zm. 2005)
  - Carolyn Jones, amerykańska aktorka (zm. 1983)
  - Richard Sarafian, amerykański reżyser filmowy (zm. 2013)
  - Dobiesław Walknowski, polski grafik, projektant form przemysłowych, etnograf, podróżnik i działacz społeczny (zm. 2020)
- 1931:
  - Abramo Barosso, włoski autor komiksów (zm. 2013)
  - Ryszard Panasiuk, polski filozof, wykładowca akademicki (zm. 2024)
  - Andrzej Szymański, polski chemik, wykładowca akademicki (zm. 2020)
  - Bolesław Żygadło, polski rolnik, polityk, poseł na Sejm PRL (zm. 2022)
- 1932:
  - Marek Kopelent, czeski kompozytor (zm. 2023)
  - (lub 1930) Wanda Warska, polska wokalistka jazzowa (zm. 2019)
  - Jurij Wołyncew, rosyjski aktor (zm. 1999)
  - Andrzej Zieliński, polski kierowca wyścigowy i rajdowy (zm. 2005)
- 1933:
  - Horst Faas, niemiecki fotoreporter (zm. 2012)
  - Stênio Garcia, brazylijski aktor
- 1934:
  - Max Amling, niemiecki polityk (zm. 2017)
  - Jackie Brandt, amerykański baseballista
  - Lois Duncan, amerykańska pisarka (zm. 2016)
  - James Flynn, nowozelandzki psycholog, filozof (zm. 2020)
  - Stanisław Poręba, polski historyk, działacz kulturalny (zm. 2010)
- 1935 – Wenanty Zubert, polski franciszkanin, kanonista
- 1936:
  - Tarik Aziz, iracki dyplomata, polityk, wicepremier (zm. 2015)
  - Stanisław Pazda, polski archeolog, wykładowca akademicki
  - Małgorzata Szejnert, polska dziennikarka, pisarka
  - John Tchicai, duński saksofonista jazzowy (zm. 2012)
- 1937:
  - Saddam Husajn, iracki marszałek polny, polityk, premier i prezydent Iraku (zm. 2006)
  - Aurelio Iragorri Hormaza, kolumbijski polityk (zm. 2020)
  - Giacomo Rizzolatti, włoski neurofizjolog
- 1938:
  - Wiktor Bannikow, ukraiński piłkarz, bramkarz, trener (zm. 2001)
  - Daniel Passent, polski dziennikarz, publicysta, pisarz, tłumacz, satyryk, dyplomata pochodzenia żydowskiego (zm. 2022)
  - Paweł Waloszek, polski żużlowiec (zm. 2018)
- 1939:
  - Burkhard Driest, niemiecki aktor, reżyser i scenarzysta filmowy (zm. 2020)
  - Halina Polakowska, polska koszykarka
- 1940:
  - Bjarne Andersson, szwedzki biegacz narciarski (zm. 2004)
  - Hans Lagerqvist, szwedzki lekkoatleta, tyczkarz (zm. 2019)
  - Antoine Ntalou, kameruński duchowny katolicki, arcybiskup Garoua
  - Carlo Rancati, włoski kolarz torowy (zm. 2012)
- 1941:
  - Lucien Aimar, francuski kolarz szosowy
  - Ann-Margret, amerykańska aktorka
  - Peter Kunter, niemiecki piłkarz (zm. 2024)
  - Barry Sharpless, amerykański chemik, laureat Nagrody Nobla
- 1942:
  - Hugo Hiriart, meksykański pisarz, dziennikarz, filozof
  - Geoffrey Hosking, brytyjski historyk, sowietolog
  - Kauko Juhantalo, fiński polityk, minister handlu i przemysłu (zm. 2020)
- 1943:
  - Arje Bibi, izraelski policjant, polityk
  - Jacques Dutronc, francuski piosenkarz, kompozytor, aktor
  - Michaił Koluszew, rosyjski kolarz torowy (zm. 2024)
  - Ludmyła Komlewa, rosyjska lekkoatletka, skoczkini wzwyż
  - Klaas de Vries, holenderski prawnik, polityk
- 1944:
  - Elizabeth LeCompte, amerykańska reżyserka teatralna
  - Josep Miro i Ardevol, kataloński działacz społeczny, polityk
  - Jean-Claude Van Cauwenberghe, belgijski i waloński polityk, samorządowiec
  - Günter Verheugen, niemiecki polityk
- 1945:
  - Zé Carlos, brazylijski piłkarz (zm. 2018)
  - Tomáš Hradílek, czeski zootechnik, działacz opozycji antykomunistycznej, polityk
- 1946:
  - Linda Knowles, brytyjsko-szwedzka lekkoatletka, wieloboistka
  - Ginette Reno, francusko-kanadyjska aktorka, piosenkarka, kompozytorka
  - Paweł Tuchlin, polski seryjny morderca (zm. 1987)
  - Bernard Widera, polski rolnik, młynarz, polityk, poseł na Sejm PRL
  - Josef Zieleniec, czeski ekonomista, wykładowca akademicki, polityk pochodzenia polskiego
- 1947:
  - Christian Jacq, francuski egiptolog, prozaik, eseista
  - Alena Palečková, czeska zoolog, polityk
  - Jarosław Warzecha, polski dziennikarz, prozaik, dramaturg
- 1948:
  - Cabinho, brazylijski piłkarz, trener
  - Leszek Chalimoniuk, polsko-amerykański perkusista
  - Terry Pratchett, brytyjski pisarz fantasy (zm. 2015)
- 1949:
  - Alan Chesney, nowozelandzki hokeista na trawie
  - Tom Cole, amerykański polityk, kongresmen
  - Paul Guilfoyle, amerykański aktor
  - Bruno Kirby, amerykański aktor (zm. 2006)
  - Philippe Armand Martin, francuski samorządowiec, polityk, eurodeputowany (zm. 2023)
  - Stanisław Sikorski, polski pedagog, polityk, senator RP (zm. 2015)
- 1950:
  - Jerzy Ciepliński, polski trener piłki ręcznej
  - Tanja Gogowa, bułgarska siatkarka
  - Jay Leno, amerykański komik
  - Fidencio López Plaza, meksykański duchowny katolicki, biskup San Andrés Tuxtla
  - Franciszek Stach, polski żużlowiec (zm. 1998)
- 1951 – Silvi Vrait, estońska piosenkarka (zm. 2013)
- 1952:
  - Stanisław Brzózka, polski socjolog, polityk, poseł na Sejm RP
  - Mary McDonnell, amerykańska aktorka
  - Paweł Szcześniak, polski rzeźbiarz (zm. 2007)
- 1953:
  - Roberto Bolaño, chilijski pisarz (zm. 2003)
  - Kim Gordon, amerykańska basistka, wokalistka, członkini zespołu Sonic Youth
  - Jiří Holý, czeski literaturoznawca, krytyk, edytor
- 1954:
  - Jerzy Kochman, polski żużlowiec
  - Zdzisław Kręcina, polski piłkarz, działacz piłkarski
  - Gonzalo de Villa y Vásquez, hiszpański duchowny katolicki, biskup Sololá-Chimaltenango w Gwatemali
- 1955:
  - Farogat Iskandarowa, tadżycka iranistka
  - Eddie Jobson, brytyjski skrzypek, multiinstrumentalista
  - Ona Juknevičienė, litewska ekonomistka, polityk, eurodeputowana
  - William Kentridge, południowoafrykański grafik, rysownik i twórca animacji
  - Sa’ib Urajkat, palestyński polityk, dyplomata, sekretarz generalny Frontu Wyzwolenia Palestyny (zm. 2020)
  - Djamel Zidane, algierski piłkarz, trener
- 1956:
  - Jimmy Barnes, australijski piosenkarz pochodzenia szkockiego
  - Nancy Lee Grahn, amerykańska aktorka
  - Wołodymyr Łytwyn, ukraiński polityk, przewodniczący Rady Najwyższej Ukrainy
- 1957:
  - Léopold Eyharts, francuski generał lotnictwa, astronauta
  - Noel Loban, brytyjski zapaśnik
  - Hipólito Rincón, hiszpański piłkarz
  - António Sousa, portugalski piłkarz
  - Helena Ziółkowska, polska lekarz, pediatra (zm. 2016)
- 1958:
  - Doris de Agostini, szwajcarska narciarka alpejska (zm. 2020)
  - Silvio José Báez Ortega, nikaraguański duchowny katolicki, biskup pomocniczy Managui
  - Marek Bęben, polski piłkarz, bramkarz
  - Agata Sapiecha, polska skrzypaczka
  - Christopher Young, amerykański kompozytor muzyki filmowej
- 1959:
  - Marek Biernacki, polski prawnik, polityk, poseł na Sejm RP, minister spraw wewnętrznych i administracji, minister sprawiedliwości
  - Dainis Kūla, łotewski lekkoatleta, oszczepnik
  - Erhard Loretan, szwajcarski himalaista (zm. 2011)
  - Jacek Piechota, polski polityk, poseł na Sejm RP, minister gospodarki i pracy
  - Richard William Smith, kanadyjski duchowny katolicki, arcybiskup Edmonton
- 1960:
  - Rui Águas, portugalski piłkarz
  - Azmi ad-Dakka, palestyński dyplomata (zm. 2017)
  - Peter Pišťanek, słowacki pisarz (zm. 2015)
  - Ian Rankin, szkocki pisarz
  - Jón Páll Sigmarsson, islandzki sztangista (zm. 1993)
  - Wojciech Wardacki, polski ekonomista, polityk, poseł na Sejm RP
  - Walter Zenga, włoski piłkarz, bramkarz, trener
- 1961:
  - Laura Boldrini, włoska prawnik, dziennikarka, polityk, przewodnicząca Izby Deputowanych
  - Marek Kwitek, polski nauczyciel, samorządowiec, polityk, poseł na Sejm RP
  - Attila Mizsér, węgierski pięcioboista nowoczesny
  - Anna Oxa, włoska piosenkarka, aktorka, prezenterka telewizyjna pochodzenia albańskiego
  - Maciej Siembieda, polski dziennikarz, reportażysta, pisarz
- 1962:
  - Marek Czapelski, polski perkusista, członek zespołów Voo Voo i Śmierć Kliniczna
  - Jacek Hadryś, polski duchowny, teolog, doktor habilitowany nauk teologicznych
  - Mariusz Orion Jędrysek, polski geolog, polityk, poseł na Sejm RP, wiceminister środowiska
  - Nasko Sirakow, bułgarski piłkarz
- 1963:
  - Daniel Herman, czeski były duchowny katolicki, urzędnik państwowy, polityk
  - Jurij Leonow, kazachski hokeista, trener
  - Cezary Makiewicz, polski wykonawca i kompozytor muzyki country i americana
  - Aneta Pawłenko, ukraińsko-amerykańska językoznawczyni
  - Małgorzata Płatek, polska lekkoatletka, sprinterka
  - Sándor Tihanyi, węgierski żużlowiec
  - Alaksandr Żuraulewicz, białoruski pilot wojskowy (zm. 2009)
- 1964:
  - Kaia Iva, estońska nauczycielka, działaczka samorządowa, polityk
  - Barry Larkin, amerykański baseballista
  - Roberto Mateos, meksykański aktor
  - Romas Mažeikis, litewski piłkarz
  - L’Wren Scott, amerykańska modelka, stylistka, projektantka mody (zm. 2014)
  - Helen Taylor, brytyjska arystokratka
- 1965:
  - Vincent Blondel, belgijski matematyk, wykładowca akademicki, polityk
  - Marek Godlewski, polski piłkarz
  - Petro Kotok, ukraiński zapaśnik
  - Erminia Mazzoni, włoska prawnik, polityk, eurodeputowana
  - Paulo Pedroso, portugalski socjolog, wykładowca akademicki, polityk
  - Eva Twardokens, amerykańska narciarka alpejska pochodzenia polskiego
- 1966:
  - Jean-Luc Crétier, francuski narciarz alpejski
  - Mustafa Madbuli, egipski polityk, premier Egiptu
  - Too $hort, amerykański raper
- 1967:
  - Michel Andrieux, francuski wioślarz
  - Earl Barrett, angielski piłkarz
  - Marcelo Espina, argentyński piłkarz, trener
  - Kevin Jubinville, kanadyjski aktor
  - Kari Wuhrer, amerykańska aktorka, piosenkarka
- 1968:
  - Daisy Berkowitz, amerykański muzyk, członek zespołu Marilyn Manson (zm. 2017)
  - Howard Donald, brytyjski wokalista, autor tekstów, producent muzyczny, członek zespołu Take That
  - Michał Stasiński, polski prawnik, polityk, poseł na Sejm RP
  - Beata Ścibakówna, polska aktorka
- 1969:
  - Aleksandra Gaca, polska projektantka tkanin
  - Adam Kryger, polski piłkarz, futsalista, piłkarz plażowy, trener
  - Olga Slusariewa, rosyjska kolarka szosowa i torowa
- 1970:
  - José Ramón Cuspinera, hiszpański trener koszykarski
  - Richard Fromberg, australijski tenisista
  - Jarosław Gonciarz, polski polityk, poseł na Sejm RP
  - Michal Horňák, czeski piłkarz, trener
  - Robert Kilen, polski dziennikarz, pisarz
  - Nicklas Lidström, szwedzki hokeista
  - Marco Antonio Merchán Ladino, kolumbijski duchowny katolicki, biskup Vélez
  - Raymond Mupandasekwa, zimbabwejski duchowny katolicki, biskup Chinhoyi
  - Wołodymyr Mykytin, ukraiński piłkarz, trener
  - Fred Sablan, amerykański basista, członek zespołu Marilyn Manson
  - Diego Simeone, argentyński piłkarz, trener
- 1971:
  - Leigh Adams, australijski żużlowiec
  - Anna Anka, szwedzka prezenterka telewizyjna, aktorka, fotomodelka pochodzenia polskiego
  - David Borrelli, włoski polityk
  - Hamish Carter, nowozelandzki triathlonista
  - Zsolt Czingler, węgierski lekkoatleta, trójskoczek
  - Andrzej Franaszek, polski literaturoznawca, krytyk literacki
  - Piotr Frelek, polski piłkarz ręczny
  - Chris Haggard, południowoafrykański tenisista
  - Meredith McGrath, amerykańska tenisistka
  - Bridget Moynahan, amerykańska aktorka, modelka
  - Natasza Sierocka, polska aktorka
- 1972:
  - Lotta Almblad, szwedzka hokeistka
  - Jan Benda, niemiecki hokeista pochodzenia czeskiego
  - Mikołaj (Czaszyn), rosyjski biskup prawosławny
  - Jean-Paul van Gastel, holenderski piłkarz
  - Helena Tulve, estońska kompozytorka
- 1973:
  - Marius Fausta, gwadelupski piłkarz, bramkarz
  - Dariusz Jabłoński, polski zapaśnik
  - Grzegorz Markowski, polski dziennikarz
  - Ian Murdock, amerykański informatyk (zm. 2015)
  - Francisco Palencia, meksykański piłkarz
  - Pedro Pauleta, portugalski piłkarz
  - Elisabeth Röhm, amerykańska aktorka pochodzenia niemieckiego
  - Andrzej Szejna, polski prawnik, polityk, eurodeputowany
  - Zhang Enhua, chiński piłkarz (zm. 2021)
- 1974:
  - Lorenzo Aragón, kubański bokser
  - Penélope Cruz, hiszpańska aktorka
  - Małgorzata Dydek, polska koszykarka (zm. 2011)
  - Manuela Michalak, polska osobowość telewizyjna
  - Vernon Kay, brytyjski prezenter radiowy i telewizyjny
  - Shinji Kasahara, japoński aktor
  - Siarhiej Staś, białoruski hokeista
- 1975:
  - Ignazio Ceffalia, włoski duchowny katolicki, arcybiskup, nuncjusz apostolski
  - Massimo De Bertolis, włoski kolarz górski
  - Kelly, brazylijski piłkarz
  - Barby Kelly, irlandzka wokalistka, członkini zespołu The Kelly Family (zm. 2021)
  - Marta Smolińska, polska historyk i krytyk sztuki, wykładowczyni akademicka
  - Michael Walchhofer, austriacki narciarz alpejski
- 1976:
  - Edyta Chruściel, polska koszykarka
  - Joseph Ndo, kameruński piłkarz
  - Sylwia Nowak, polska łyżwiarka figurowa
  - Promoe, szwedzki raper
  - Paweł Stępień, polski perkusista
- 1977:
  - Jorge Bolaño, kolumbijski piłkarz, trener, komentator sportowy (zm. 2025)
  - Hanna Garbowska, polska szachistka
  - Thorstein Helstad, norweski piłkarz
  - Roniéliton dos Santos, brazylijski piłkarz
- 1978:
  - Kateřina Bucková, czeska siatkarka
  - Konrad Gołota, polski urzędnik państwowy
  - Joanna Klawińska, polska piłkarka, bramkarka
  - Dave Power, amerykański aktor
  - Nate Richert, amerykański aktor
- 1979:
  - Valius Ąžuolas, litewski agronom, polityk
  - Emma Blocksage, brytyjska modelka
  - Li Chengjiang, chiński łyżwiarz figurowy
  - Nikołcze Noweski, macedoński piłkarz
  - Roman Rasskazow, rosyjski lekkoatleta, chodziarz
  - Darmen Sadwakasow, kazachski szachista
  - Jennifer Sciole, amerykańska aktorka
  - Pavel Šimáček, czeski szachista
- 1980:
  - Karolina Goczewa, macedońska piosenkarka
  - Josh Howard, amerykański koszykarz
  - Piotr Matwiejczyk, polski filmowiec niezależny
  - Dominika Minicz, polska siatkarka
  - Bradley Wiggins, brytyjski kolarz torowy i szosowy
- 1981:
  - Jessica Alba, amerykańska aktorka
  - Vencelas Dabaya, francuski sztangista pochodzenia kameruńskiego
  - Lester Estelle Jr., amerykański perkusista, członek zespołu Pillar
  - Mihai Grecu, rumuński artysta specjalizujący się w sztuce wideo
  - Krzysztof Mateusiak, polski aktor
  - Ai Morinaga, japońska mangaka (zm. 2019)
- 1982:
  - Michael Carbonaro, amerykański aktor
  - Artur Daniel, polski tenisista stołowy
  - Diego Figueredo, paragwajski piłkarz
  - Renia Gosławska, polska aktorka musicalowa
  - Varghese Johnson, indyjski bokser
  - Chris Kaman, amerykański koszykarz
  - David Lindgren, szwedzki piosenkarz, aktor musicalowy
  - Kęstutis Mažeika, litewski lekarz weterynarii, wykładowca akademicki, polityk
  - Tomáš Netík, czeski hokeista
  - Jolanta Ogar-Hill, polska żeglarka sportowa
  - Harry Shum Jr., amerykański tancerz, choreograf, aktor
- 1983:
  - Emily Azevedo, amerykańska bobsleistka
  - Aleksandra Kozioł, polska artystka
  - Dan Mangan, kanadyjski muzyk, kompozytor, wokalista, autor tekstów
  - Raphael Margarido, brazylijski siatkarz
  - Pappachan Pradeep, indyjski piłkarz
  - Bryony Shaw, brytyjska żeglarka sportowa
- 1984:
  - Norbert Kościuch, polski żużlowiec
  - Pedro Leal, portugalski rugbysta
  - Mano, mozambicki piłkarz
  - Ramazan Özcan, austriacki piłkarz, bramkarz pochodzenia tureckiego
- 1985:
  - Brandon Baker, amerykański aktor
  - Kimberly Derrick, amerykańska łyżwiarka szybka, specjalistka short tracku
  - Mathilde Johansson, francuska tenisistka pochodzenia szwedzkiego
  - Damien Spagnolo, francuski kolarz górski
  - Noriyuki Takatsuka, japoński zapaśnik
  - Alfredo Omar Tena, meksykański piłkarz
- 1986:
  - Alona Adaszynska, rosyjska zapaśniczka
  - Dillon Gee, amerykański baseballista
  - Puti Kaisar-Mihara, austriacka modelka, tancerka
  - David Krejčí, czeski hokeista
  - Martynas Pocius, litewski koszykarz
  - Keri Sable, amerykańska aktorka pornograficzna
  - Ryan Saunders, amerykański koszykarz
  - Jenna Ushkowitz, amerykańska piosenkarka, aktorka
- 1987:
  - Rafał Buszek, polski siatkarz
  - Daequan Cook, amerykański koszykarz
  - Simon Cox, irlandzki piłkarz
  - Andrija Prlainović, serbski piłkarz wodny
  - Marcin Rams, polski dziennikarz, aktor
  - Laure Soulié, francuska biathlonistka
  - Zoran Tošić, serbski piłkarz
- 1988:
  - Niclas Andersén, szwedzki hokeista
  - Spencer Hawes, amerykański koszykarz
  - Juan Mata, hiszpański piłkarz
  - Camila Vallejo, chilijska polityk
  - Dorota Wilk, polska siatkarka
- 1989:
  - Esteban Alvarado, kostarykański piłkarz, bramkarz
  - Kenjon Barner, amerykański futbolista
  - Sylwester Bednarek, polski lekkoatleta, skoczek wzwyż
  - Arciom Kisły, białoruski hokeista
  - Misato Nakamura, japoński judoka
  - Emil Salomonsson, szwedzki piłkarz
- 1990:
  - Nadija al-Alami, marokańska tenisistka
  - Robbert Andringa, holenderski siatkarz
  - Adaora Elonu, amerykańsko-nigeryjska koszykarka
  - Viktor Lőrincz, węgierski zapaśnik
  - Israel Novaes, brazylijski piosenkarz, muzyk, kompozytor
  - Roberta Ratzke, brazylijska siatkarka
- 1991:
  - Ryūnosuke Haga, japoński judoka
  - Daniel Łukasik, polski piłkarz
  - Mohamed Ali Manser, tunezyjski piłkarz
  - Miłana Safronowa, kazachska pięściarka
  - Ēriks Ševčenko, łotewski hokeista
  - Ołeksandr Skiczko, ukraiński komik, aktor, prezenter telewizyjny
- 1992:
  - Jonas Aguenier, francuski siatkarz
  - Christabelle, maltańska piosenkarka
  - Varg Königsmark, niemiecki lekkoatleta, płotkarz
  - David Schloffer, austriacki piłkarz
  - Tony Yoka, francuski bokser
- 1993:
  - Eva Adamczyková, czeska snowboardzistka
  - Jessica Ashwood, australijska pływaczka
  - Jonathan Caicedo, ekwadorski kolarz szosowy
  - Maude Charron, kanadyjska sztangistka
  - Nicolas Courbière, francuski lekkoatleta, sprinter
  - Sylwia Kasjanowicz, polska lekkoatletka, sprinterka
  - Tarah Kayne, amerykańska łyżwiarka figurowa
  - Agata Ostrowska, polska koszykarka
  - Eduardo Pérez, meksykański piłkarz
  - Aleksandra Sikorska, polska siatkarka
- 1994:
  - Alexandra Burghardt, niemiecka lekkoatletka, sprinterka
  - Milos Degenek, australijski piłkarz pochodzenia serbskiego
  - Daniel Malescha, niemiecki siatkarz
  - Earvin Morris, amerykański koszykarz
  - Carlotta Moscia, włoska piłkarka
  - Maya Rehberg, niemiecka lekkoatletka, biegaczka długodystansowa
  - Courtney Walker, amerykańska koszykarka
  - Maksim Zimin, rosyjski kierowca wyścigowy
- 1995:
  - Anastassia Angioi, włoska lekkoatletka, skoczkini w dal
  - Connor Clifton, amerykański hokeista
  - Andrea Mitchell D’Arrigo, włoski pływak
  - Melanie Martinez, amerykańska piosenkarka, autorka tekstów, reżyserka teledysków, fotografka pochodzenia portorykańsko-dominikańskiego
- 1996:
  - Tony Revolori, amerykański aktor
  - Almamy Touré, malijski piłkarz
- 1997:
  - Anna Cockrell, amerykańska lekkoatletka, płotkarka
  - Bartosz Sulinski, szwedzki siatkarz pochodzenia polskiego
  - Oğulcan Yatgın, turecki siatkarz
- 1998:
  - Ruthy Hebard, amerykańska koszykarka
  - Agata Michalewicz, polska siatkarka
  - Pernambuco, brazylijski piłkarz
- 1999:
  - Christian Capone, włoski piłkarz
  - Andrij Kułakow, ukraiński piłkarz
  - Robert Kunkel, niemiecki łyżwiarz figurowy
  - KZ Okpala, amerykański koszykarz pochodzenia nigeryjskiego
  - Silje Opseth, norweska skoczkini narciarska, specjalistka kombinacji norweskiej
  - István Váncza, węgierski zapaśnik
- 2000:
  - Victoria De Angelis, włoska basistka, członkini zespołu Måneskin
  - Louise Lindström, szwedzka biegaczka narciarska
  - André Silva, portugalski piłkarz (zm. 2025)
- 2001:
  - Luifer Hernández, wenezuelski piłkarz
  - Franco Ibarra, argentyński piłkarz
  - Reyniel Perdomo, panamski piłkarz
  - Laura Rogora, włoska wspinaczka sportowa
- 2002 – Trinity Ellis, kanadyjska saneczkarka
- 2003:
  - Zafarmurod Abdurahmatov, uzbecki piłkarz
  - Daniel Edelman, amerykański piłkarz
  - Mariana Rojas, wenezuelska zapaśniczka
  - Nathan Zsombor-Murray, kanadyjski skoczek do wody pochodzenia węgierskiego
- 2004:
  - Noah Allen, amerykański piłkarz pochodzenia greckiego
  - Tony Leone, meksykański piłkarz
  - Adolfo Daniel Vallejo, paragwajski tenisista
- 2008 – Maciej Gładysz, polski kierowca wyścigowy

## Zmarli
- 988 – Adaldag, niemiecki duchowny katolicki, arcybiskup Bremy i Hamburga, polityk (ur. ok. 900)
- 1069 – Magnus II Haraldsson, król Norwegii (ur. 1045–50)
- 1109 – Hugon z Cluny, francuski benedyktyn, święty (ur. 1024)
- 1192 – Konrad z Montferratu, władca Królestwa Jerozolimskiego (ur. ok. 1145)
- 1374 – Guillaume de la Jugié, francuski kardynał (ur. 1317)
- 1400 – Baldus de Ubaldis, włoski prawnik (ur. 1327)
- 1503 – Louis d’Armagnac, francuski książę, generał (ur. 1472)
- 1521 – Suzanne de Bourbon, francuska księżna (ur. 1491)
- 1530 – Niklaus Manuel, szwajcarski malarz, rytownik, rysownik (ur. ok. 1484)
- 1550 – Georg von Polentz, niemiecki duchowny, ostatni katolicki biskup Sambii (Samlandii) i jej pierwszy biskup ewangelicki (ur. 1478)
- 1591 – Ippolito de’ Rossi, włoski duchowny katolicki, biskup Pawii, kardynał (ur. 1531)
- 1640 – Luiza Juliana Wittelsbach, księżniczka Palatynatu Reńskiego, księżna Palatynatu-Zweibrücken-Veldenz (ur. 1594)
- 1643 – Filip III, landgraf Hesji-Butzbach (ur. 1581)
- 1670 – Alexander de Prouville de Tracy, francuski dowódca wojskowy (ur. ?)
- 1683 – Daniel Casper von Lohenstein, niemiecki prozaik, poeta (ur. 1635)
- 1707 – Chrystian, współksiążę Saksonii-Gotha-Altenburg, książę Saksonii-Eisenberg (ur. 1653)
- 1716 – Ludwik Maria Grignion de Montfort, francuski duchowny katolicki, święty (ur. 1673)
- 1726 – Thomas Pitt, brytyjski handlowiec (ur. 1653)
- 1731 – Jan Stanisław Jabłonowski, polski polityk, pisarz polityczny, poeta (ur. 1669)
- 1732 – Thomas Parker, brytyjski arystokrata, polityk (ur. 1666)
- 1739 – Juan Francisco Antonio de Escandón, hiszpański duchowny katolicki, biskup Concepción i Quito, arcybiskup metropolita Limy i prymas Peru (ur. ?)
- 1759 – Maria Ludwika od Jezusa, francuska zakonnica, błogosławiona (ur. 1684)
- 1772:
  - Enevold Brandt, duński polityk, prawnik (ur. 1738)
  - Johann Friedrich Struensee, duński polityk pochodzenia niemieckiego (ur. 1737)
- 1774 – Gotfryd Lengnich, gdański historyk, prawnik (ur. 1689)
- 1794 – Charles Henri d’Estaing, francuski admirał (ur. 1729)
- 1796 – Angelo Maria Durini, włoski kardynał, nuncjusz apostolski (ur. 1725)
- 1807 – Jacob Philipp Hackert, niemiecki malarz (ur. 1737)
- 1812 – Franciszek Sułkowski, polski książę, polityk, dowódca wojskowy (ur. 1733)
- 1813 – Michaił Kutuzow, rosyjski feldmarszałek (ur. 1745)
- 1816 – Johann Heinrich Abicht, niemiecki filozof (ur. 1762)
- 1819 – Aleksandr Baranow, rosyjski kupiec, handlarz futer (ur. 1746)
- 1831 – Kacper Kazimierz Cieciszowski, polski duchowny katolicki, biskup kijowski, łucki i żytomierski, arcybiskup mohylewski (ur. 1745)
- 1837 – Joseph Souham, francuski generał (ur. 1760)
- 1840:
  - Jan Chrzciciel Đinh Văn Thanh, wietnamski męczennik, święty (ur. ok. 1796)
  - Paweł Phạm Khắc Khoan, wietnamski duchowny katolicki, męczennik, święty (ur. ok. 1771)
  - Piotr Nguyễn Văn Hiếu, wietnamski męczennik, święty (ur. ok. 1783)
- 1841:
  - Johann Christian Wilhelm Augusti, niemiecki teolog ewangelicki, orientalista, archeolog (ur. 1771)
  - Piotr Chanel, francuski marysta, misjonarz, męczennik, święty (ur. 1803)
- 1842:
  - Charles Bell, szkocki anatom, fizjolog (ur. 1774)
  - Elijah Paine, amerykański przedsiębiorca, prawnik, polityk (ur. 1757)
- 1846 – Josef Jaroslav Langer, czeski poeta, dziennikarz (ur. 1806)
- 1849 – René Lesson, francuski chirurg, naturalista, ornitolog, herpetolog (ur. 1794)
- 1853 – Ludwig Tieck, niemiecki pisarz, krytyk literacki (ur. 1773)
- 1856 – Wincenty Tomasz Tyszkiewicz, polski hrabia, pułkownik, uczestnik powstania listopadowego, działacz emigracyjny (ur. 1796)
- 1857 – Franciszek Wróblewski, polski szlachcic, lekarz (ur. 1789)
- 1858 – Johannes Peter Müller, niemiecki przyrodnik, zoolog, fizjolog, anatom (ur. 1801)
- 1860 – Isaäc da Costa, duński poeta, prozaik pochodzenia żydowskiego (ur. 1798)
- 1861 – Ludwig Becker, niemiecki podróżnik, przyrodnik, artysta (ur. 1808)
- 1863 – Filip Adolf Baumann, niemiecko-polski przedsiębiorca (ur. 1776)
- 1872:
  - Louis Désiré Blanquart-Evrard, francuski chemik, fotograf, wynalazca (ur. 1802)
  - Václav Jiří Dundr, czeski pisarz (ur. 1811)
- 1876:
  - Joseph-Frédéric-Benoît Charrière, francuski producent narzędzi chirurgicznych i aparatury medycznej (ur. 1803)
  - Arseniusz (Moskwin), rosyjski biskup prawosławny (ur. 1795 lub 97)
- 1877 – Giuseppe Luigi Trevisanato, włoski duchowny katolicki, patriarcha Wenecji, kardynał (ur. 1801)
- 1880 – Louis Dubois, belgijski malarz (ur. 1830)
- 1881:
  - Ján Botto, słowacki poeta (ur. 1829)
  - Manuel García Gil, hiszpański duchowny katolicki, arcybiskup Saragossy, kardynał (ur. 1802)
- 1892 – Roman Czarnomski, polski generał (ur. 1800)
- 1895:
  - Louis Galewsky, niemiecki przemysłowiec pochodzenia żydowskiego (ur. 1819)
  - Carl Thiersch, niemiecki lekarz (ur. 1822)
- 1896 – Heinrich von Treitschke, niemiecki historyk, polityk, publicysta (ur. 1834)
- 1899 – Jan Pankiewicz, polski matematyk, encyklopedysta, pedagog (ur. 1816)
- 1900:
  - Franciszek Bohuszewicz, białorusko-polski adwokat, prozaik, poeta, uczestnik powstania styczniowego (ur. 1840)
  - Victor Fayod, szwajcarski mykolog (ur. 1860)
  - Stosław Łaguna, polski historyk prawa, mediewista, wykładowca akademicki (ur. 1833)
- 1901 – Paule Minck, francuska dziennikarka, feministka, rewolucyjna socjalistka, działaczka Komuny Paryskiej pochodzenia polskiego (ur. 1839)
- 1903:
  - Josiah Willard Gibbs, amerykański fizyk teoretyk, wykładowca akademicki (ur. 1839)
  - Robert Hanbury, brytyjski polityk (ur. 1845)
- 1905:
  - Andrea Aiuti, włoski kardynał, nuncjusz apostolski (ur. 1849)
  - Fitzhugh Lee, amerykański generał, dyplomata (ur. 1835)
- 1908:
  - Maria Dzierżanowska, polska nauczycielka, działaczka oświatowa (ur. 1861)
  - Belle Gunness, amerykańska seryjna morderczyni pochodzenia norweskiego (ur. 1859)
  - Alexander Posey, amerykański dziennikarz, satyryk, poeta, polityk (ur. 1873)
  - Stefan Prek, polski ziemianin, działacz społeczny, gospodarczy i samorządowy (ur. 1831)
- 1910:
  - Edward Alexander, amerykański generał-brygadier, pisarz, prezes linii kolejowych (ur. 1835)
  - Eduard van Beneden, belgijski zoolog, wykładowca akademicki (ur. 1846)
- 1914:
  - Johannes Holzmann, niemiecki pisarz, anarchista pochodzenia żydowskiego (ur. 1882)
  - Philippe Édouard Léon Van Tieghem, francuski botanik, mykolog, wykładowca akademicki (ur. 1839)
- 1915 – Kostiantyn Czechowycz, ukraiński duchowny greckokatolicki, biskup przemyski, polityk (ur. 1847)
- 1916 – Stefan Pawlicki, polski duchowny katolicki, teolog, filozof, historyk filozofii, psycholog, wykładowca akademicki (ur. 1839)
- 1917:
  - Karl Kailer von Kaltenfels, austriacki wiceadmirał (ur. 1862)
  - Michał Krasicki, polski ziemianin, urzędnik (ur. 1836)
- 1918:
  - Louis Darragon, francuski kolarz torowy (ur. 1883)
  - Gavrilo Princip, serbski nacjonalista, zamachowiec (ur. 1894)
  - Cyryl Sielecki, ukraiński duchowny greckokatolicki, działacz społeczny i oświatowy (ur. 1835)
- 1919 – Wincenty Szyszłło, polski lekarz, filozof, przyrodnik (ur. 1837)
- 1920:
  - Stanisław Wilhelm Radziwiłł, polski ziemianin, rotmistrz (ur. 1880)
  - Klimient Timiriaziew, rosyjski botanik, fizjolog roślin, wykładowca akademicki (ur. 1843)
- 1922:
  - Paul Deschanel, francuski pisarz, polityk, prezydent Francji (ur. 1855)
  - Pir (Okropiridze), gruziński biskup prawosławny (ur. 1874)
  - Stanisław Reicher, polski kupiec, przemysłowiec, filantrop (ur. 1855)
- 1925 – Jan Styka, polski malarz, ilustrator pochodzenia czeskiego (ur. 1858)
- 1926 – Kazimierz Czerwiński, polski major kawalerii (ur. 1888)
- 1927 – Li Dazhao, chiński intelektualista, dziennikarz, polityk komunistyczny (ur. 1889)
- 1929 – Józef Wybicki, polski lekarz, polityk, minister byłej Dzielnicy Pruskiej (ur. 1868)
- 1930 – Nikołaj Tichomirow, rosyjski chemik, wynalazca, technolog, specjalista od techniki rakietowej (ur. 1859)
- 1931 – Frederick Ernest Luff, amerykański pilot wojskowy, as myśliwski (ur. 1896)
- 1933:
  - Robin Irvine, brytyjski aktor (ur. 1901)
  - Josef Nechemia Kornitzer, polski rabin (ur. 1880)
  - Hermann Sahli, szwajcarski internista, wykładowca akademicki, wynalazca (ur. 1856)
- 1934:
  - Robert Hippolyte Chodat, szwajcarski farmaceuta, biolog, wykładowca akademicki (ur. 1865)
  - Charley Patton, amerykański muzyk bluesowy (ur. 1891)
  - Alojzy Sobierajczyk, polski lekarz, działacz społeczny, samorządowiec, polityk, delegat na Polski Sejm Dzielnicowy w Poznaniu, pierwszy burmistrz Chojnic (ur. 1870)
  - Zygmunt Toeplitz, polski przemysłowiec pochodzenia żydowskiego (ur. 1864)
- 1935 – Alexander Mackenzie, szkocki kompozytor, dyrygent (ur. 1847)
- 1936 – Fu’ad I, król Egiptu (ur. 1868)
- 1937 – Michaił Kobiecki, radziecki działacz komunistyczny, dyplomata pochodzenia karaimskiego (ur. 1881)
- 1938 – Robert Tait McKenzie, kanadyjski rzeźbiarz, instruktor skautingu, nauczyciel wychowania fizycznego, chirurg, żołnierz pochodzenia szkockiego (ur. 1867)
- 1939:
  - Leon Karol Habsburg, austriacki arcyksiążę, rotmistrz cesarskiej i królewskiej Armii oraz WP, tytularny książę cieszyński (ur. 1893)
  - Robert Montgomerie, brytyjski szpadzista (ur. 1880)
- 1940:
  - Fernand Fauconnier, francuski gimnastyk (ur. 1890)
  - Luisa Tetrazzini, włoska śpiewaczka operowa (sopran) (ur. 1871)
- 1941 – Józef Cebula, polski oblat, męczennik, błogosławiony (ur. 1902)
- 1942:
  - Julian Brun, polski publicysta, krytyk literacki (ur. 1886)
  - Alojzy Budniok, polski działacz sportowy (ur. 1886)
  - Slavin Cindrić, chorwacki piłkarz (ur. 1901)
  - Samuel Hirschfeld, polski rabin (ur. 1892)
  - Melania (Krivokućin), serbska mniszka prawosławna (ur. 1886)
- 1943:
  - Maria Wedmanowa, polska działaczka komunistyczna (ur. 1903)
  - Todor Włajkow, bułgarski pisarz, polityk (ur. 1865)
- 1944:
  - Muhammed Alim Chan, ostatni emir Buchary (ur. 1880)
  - Frank Knox, amerykański dziennikarz, polityk (ur. 1874)
  - Sergiusz (Woskriesienski), rosyjski biskup prawosławny (ur. 1897)
- 1945:
  - Jan Keller, polski urzędnik skarbowy, działacz niepodległościowy i społeczny (ur. 1876)
  - Kurt Knispel, niemiecki dowódca wojskowy, pancerniak (ur. 1921)
  - Benito Mussolini, włoski polityk faszystowski, dyktator, premier Włoch (ur. 1883)
  - Clara Petacci, Włoszka, kochanka Benito Mussoliniego (ur. 1912)
  - Bolesław Pochmarski, polski kapitan, polonista, filolog klasyczny, pedagog, krytyk teatralny i literacki, działacz społeczny, polityk, poseł na Sejm RP (ur. 1883)
  - Marian Wójcik, polski szachista, kompozytor szachowy (ur. 1908)
  - Jan Wroczyński, polski inżynier, tytularny generał dywizji, polityk, kierownik Ministerstwa Spraw Wojskowych (ur. 1876)
- 1946:
  - Louis Virgil Hamman, amerykański internista (ur. 1877)
  - Maurice Janin, francuski generał (ur. 1862)
  - François de La Rocque, francuski hrabia, pułkownik, działacz nacjonalistyczny (ur. 1885)
- 1947:
  - Bob Donaldson, szkocki piłkarz (ur. 1871)
  - Franciszek Mączyński, polski architekt, konserwator zabytków (ur. 1874)
- 1948 – Tom Breneman, amerykański prezenter radiowy (ur. 1901)
- 1949:
  - Hryhorij Mazur, ukraiński dowódca wojskowy, podporucznik UPA (ur. 1912)
  - Antoni Wojdas, polski duchowny katolicki, salezjanin (ur. 1895)
- 1951 – Antoni Roman, polski dyplomata, polityk, senator RP, minister przemysłu i handlu (ur. 1892)
- 1952 – Jewgienij Kołyszew, radziecki polityk (ur. 1909)
- 1953 – Roman Rypson, polski podpułkownik pilot (ur. 1898)
- 1954 – Léon Jouhaux, francuski działacz związkowy, laureat Pokojowej Nagrody Nobla (ur. 1879)
- 1955 – Stanisław Sielański, polski aktor, kabareciarz (ur. 1899)
- 1959 – María Guggiari Echeverría, paragwajska karmelitanka, błogosławiona (ur. 1925)
- 1960:
  - Emil Gal, radziecki aktor (ur. 1898)
  - Carlos Ibáñez del Campo, chilijski polityk, prezydent Chile (ur. 1877)
  - Anton Pannekoek, holenderski astrofizyk, astronom, teoretyk marksizmu (ur. 1873)
- 1961 – Georg Albertsen, duński gimnastyk (ur. 1889)
- 1962:
  - Joanna Beretta Molla, włoska lekarka, święta (ur. 1922)
  - Wladysław Zakbrzycki, polski pisarz, dziennikarz (ur. 1891)
- 1963 – Gustav Wolf, niemiecki architekt (ur. 1887)
- 1964 – Milton Margai, sierraleoński lekarz, polityk, premier Sierra Leone (ur. 1895)
- 1966 – Anders Pedersen, duński bokser (ur. 1902)
- 1968 – Wawrzyniec Dayczak, polski architekt, inżynier (ur. 1882)
- 1969:
  - Eduardo, brazylijski piłkarz (ur. 1943)
  - Antoni Hyży, polski major piechoty (ur. 1893)
  - Stanisław Roman Sakowicz, polski ichtiolog, wykładowca akademicki (ur. 1884)
  - Hermann Voss, niemiecki historyk sztuki (ur. 1884)
- 1970:
  - Ed Begley, amerykański aktor (ur. 1901)
  - Klara Danisz, polska działaczka społeczna i narodowa (ur. 1895)
- 1971:
  - Kazimierz Fabisiak, polski aktor, reżyser teatralny (ur. 1903)
  - Jakub Penson, polski nefrolog (ur. 1899)
- 1972:
  - Harry Joe Brown, amerykański reżyser i producent filmowy (ur. 1890)
  - Jerzy Kreiner, polski anatom, fizjolog mózgu ssaków (ur. 1906)
  - Justyna Czartoryska-Szrojt, polska aktorka (ur. 1903)
- 1973:
  - Vratislav Blažek, czeski poeta, dramaturg, scenarzysta filmowy (ur. 1925)
  - Jacques Maritain, francuski filozof, wykładowca akademicki (ur. 1882)
  - Clas Thunberg, fiński łyżwiarz szybki (ur. 1893)
- 1974 – Robert Devereaux, amerykański rugbysta (ur. 1897)
- 1975:
  - Klemens Kosyrczyk, polski duchowny katolicki, felietonista, tłumacz (ur. 1912)
  - Seinosuke Uchida, japoński ornitolog (ur. 1884)
- 1976:
  - Stefan Lasota, polski piłkarz (ur. 1910)
  - Jan Muszyński, polski botanik, farmaceuta, wykładowca akademicki (ur. 1884)
- 1977:
  - Ricardo Cortez, amerykański aktor pochodzenia austriackiego (ur. 1899)
  - Sepp Herberger, niemiecki piłkarz, trener (ur. 1897)
- 1978:
  - Mohammad Daud Chan, afgański wojskowy, polityk, premier i prezydent Afganistanu (ur. 1909)
  - Witold Zechenter, polski poeta, prozaik, satyryk, tłumacz, dziennikarz (ur. 1904)
- 1979 – Karel Senecký, czeski piłkarz (ur. 1919)
- 1980 – Andrija Anković, jugosłowiański piłkarz (ur. 1937)
- 1981 – Mickey Walker, amerykański bokser (ur. 1901)
- 1983 – Jan Rzepecki, polski pułkownik, historyk wojskowości, założyciel i pierwszy prezes Zrzeszenia Wolność i Niezawisłość (ur. 1899)
- 1984 – Piet Kraak, holenderski piłkarz, bramkarz (ur. 1928)
- 1985 – Paul Narcyz Rosenstein-Rodan, austriacki ekonomista pochodzenia polsko-żydowskiego (ur. 1902)
- 1986 – Franciszek Adamkiewicz, polski polityk (ur. 1919)
- 1987:
  - Jakub Sądej, polski leśnik, przewodnik turystyczny (ur. 1919)
  - Zbigniew Wacławek, polski architekt, nauczyciel akademicki (ur. 1917)
- 1990 – Jerzy Nawrocki, polski inżynier górnik, polityk, poseł na Sejm PRL, minister nauki, szkolnictwa wyższego i techniki, członek Rady Państwa PRL (ur. 1926)
- 1991:
  - Jean Goujon, francuski kolarz szosowy i torowy (ur. 1914)
  - Willy von Känel, szwajcarski piłkarz (ur. 1909)
- 1992:
  - Andria Balancziwadze, gruziński kompozytor (ur. 1906)
  - Hasan as-Sanusi, książę libijski (ur. 1928)
  - Francis Bacon, irlandzki malarz-samouk (ur. 1909)
  - Brian Pockar, kanadyjski łyżwiarz figurowy (ur. 1959)
- 1993 – Michał Stryga, polski generał dywizji (ur. 1921)
- 1994 – Oleg Borisow, rosyjski aktor (ur. 1929)
- 1997:
  - Peter Tali Coleman, polityk z Samoa Amerykańskiego (ur. 1919)
  - Ann Petry, amerykańska pisarka (ur. 1908)
  - Jan Sawicki, polski taternik (ur. 1909)
- 1998 – Józef Kępa, polski historyk, polityk, poseł na Sejm PRL, minister administracji, wicepremier (ur. 1928)
- 1999:
  - Rory Calhoun, amerykański aktor (ur. 1922)
  - Alf Ramsey, angielski piłkarz, trener (ur. 1920)
  - Arthur Leonard Schawlow, amerykański fizyk pochodzenia żydowskiego, laureat Nagrody Nobla (ur. 1921)
- 2000:
  - Kim Borg, fiński śpiewak operowy (bas), kompozytor, pedagog (ur. 1919)
  - Siergiej Christianowicz, rosyjski matematyk, fizyk, energetyk, wykładowca akademicki (ur. 1908)
  - Arthur Dake, amerykański szachista pochodzenia polsko-żydowskiego (ur. 1910)
  - Jerzy Einhorn, szwedzki lekarz, polityk pochodzenia polsko-żydowskiego (ur. 1925)
  - Penelope Fitzgerald, brytyjska pisarka (ur. 1916)
- 2001:
  - Witold Adamek, polski historyk sztuki (ur. 1930)
  - Marie Jahoda, austriacka psycholog społeczna, polityk pochodzenia żydowskiego (ur. 1907)
  - Siergiej Morozow, rosyjski kolarz szosowy (ur. 1951)
- 2002:
  - Robert Mills Gagné, amerykański psycholog (ur. 1916)
  - Aleksandr Lebied, rosyjski generał, polityk (ur. 1950)
  - Lou Thesz, amerykański wrestler pochodzenia austro-węgierskiego (ur. 1916)
  - Gordon Willey, amerykański archeolog (ur. 1913)
- 2003 – Juha Tiainen, fiński lekkoatleta, młociarz (ur. 1955)
- 2004:
  - Jean Devaivre, francuski reżyser filmowy (ur. 1912)
  - Aleksander Gutsze, polski fizyk (ur. 1933)
- 2005 – Taraki Sivaram, tamilski dziennikarz (ur. 1959)
- 2006 – Stanisław Plewa, polski geofizyk (ur. 1925)
- 2007:
  - Dabbs Greer, amerykański aktor (ur. 1917)
  - Lloyd Roseville Crouse, kanadyjski polityk (ur. 1918)
  - Debora Vaarandi, estońska poetka, tłumaczka (ur. 1916)
  - Carl Friedrich von Weizsäcker, niemiecki fizyk, filozof (ur. 1912)
- 2008:
  - Piet van Klaveren, holenderski bokser (ur. 1930)
  - Diana Barnato Walker, brytyjska pilotka (ur. 1918)
- 2009:
  - Steinar Lem, norweski działacz ekologiczny, pisarz (ur. 1951)
  - Richard Pratt, australijski przedsiębiorca pochodzenia polskiego (ur. 1934)
  - Eugeniusz Weron, polski duchowny katolicki, prowincjał pallotynów (ur. 1913)
- 2010 – Stefania Grodzieńska, polska pisarka, satyryk, aktorka (ur. 1914)
- 2011:
  - Erhard Loretan, szwajcarski himalaista (ur. 1959)
  - Andrzej Wolski, polski harcerz, żołnierz Szarych Szeregów i AK, działacz polonijny w Kanadzie (ur. 1924)
- 2012 – Matilde Camus, hiszpańska poetka (ur. 1919)
- 2013:
  - Karol Jakubowicz, polski politolog, publicysta, medioznawca (ur. 1941)
  - Danuta Kłopocka, polska aktorka (ur. 1929)
- 2014:
  - Damião António Franklin, angolski duchowny katolicki, arcybiskup Luandy (ur. 1950)
  - Jack Ramsay, amerykański trener koszykówki (ur. 1925)
  - Maciej Sieńkowski, polski artysta współczesny, malarz, pedagog (ur. 1962)
- 2016:
  - Conrad Burns, amerykański polityk (ur. 1935)
  - Barry Howard, brytyjski aktor (ur. 1937)
  - Oktawiusz Jurewicz, polski filolog klasyczny, historyk, bizantynolog (ur. 1926)
  - Ewelina Nurczyńska-Fidelska, polska historyk filmu, profesor nauk humanistycznych (ur. 1938)
  - Ingram Olkin, amerykański statystyk (ur. 1924)
- 2017:
  - Andrzej Bieńkowski, polski poeta, dziennikarz, satyryk, uczestnik powstania warszawskiego (ur. 1925)
  - Edouard Mathos, środkowoafrykański duchowny katolicki, biskup Bossangoa, Bangi i Bambari (ur. 1948)
- 2018:
  - Henryk Prudło, polski piłkarz (ur. 1934)
  - Bruce Tulloh, brytyjski lekkoatleta, długodystansowiec (ur. 1935)
- 2019:
  - Richard Lugar, amerykański polityk (ur. 1932)
  - Karol Modzelewski, polski historyk, działacz opozycji antykomunistycznej, polityk, senator RP (ur. 1937)
  - Gienrich Nowożyłow, rosyjski konstruktor lotniczy (ur. 1925)
- 2020:
  - Walerian Bugel, polski duchowny katolicki, teolog (ur. 1968)
  - Louis Cardiet, francuski piłkarz (ur. 1943)
  - Jill Gascoine, brytyjska aktorka, pisarka (ur. 1937)
  - Ladislav Hejdánek, czeski filozof, dysydent, rzecznik Karty 77 (ur. 1927)
  - Andrzej Hrydzewicz, polski aktor (ur. 1932)
  - Teresa Kujawa, polska tancerka, choreograf, pedagog (ur. 1927)
  - Silas Silvius Njiru, kenijski duchowny katolicki, biskup Meru (ur. 1928)
  - Eddy Pieters Graafland, holenderski piłkarz (ur. 1934)
  - Michael Robinson, irlandzki piłkarz, dziennikarz sportowy (ur. 1958)
- 2021:
  - Michael Collins, amerykański generał lotnictwa, astronauta (ur. 1930)
  - José de la Paz Herrera, honduraski piłkarz, trener (ur. 1941)
  - Juan Joya Borja, hiszpański komik, aktor (ur. 1956)
- 2022:
  - Juan Diego, hiszpański aktor (ur. 1942)
  - Jean-Claude Fruteau, francuski nauczyciel, samorządowiec, polityk, eurodeputowany (ur. 1947)
  - Fernando Sáenz Lacalle, hiszpański duchowny katolicki, arcybiskup San Salvador (ur. 1932)
  - Zoran Sretenović, serbski koszykarz, trener (ur. 1964)
- 2023:
  - Per-Arne Arvidsson, szwedzki lekarz, polityk, eurodeputowany (ur. 1950)
  - Harold Kushner, amerykański rabin, filozof, pisarz (ur. 1935)
  - Peter Lilienthal, niemiecki reżyser, scenarzysta i producent filmowy (ur. 1929)
  - Sergio Ottolina, włoski lekkoatleta, sprinter (ur. 1942)
  - Ivan Vyskočil, czeski aktor, reżyser teatralny, dramaturg, prozaik (ur. 1929)
- 2024:
  - William Calley, amerykański podporucznik, zbrodniarz wojenny (ur. 1943)
  - Brian McCardie, brytyjski aktor (ur. 1965)
  - Gieorgij Mondzolewski, rosyjski siatkarz (ur. 1934)
  - Andris Vilks, łotewski analityk bankowy, finansowy i gospodarczy, polityk (ur. 1963)
- 2025:
  - Arvo Aalto, fiński murarz, polityk, minister pracy (ur. 1932)
  - Brendan Comiskey, irlandzki duchowny katolicki, biskup Ferns (ur. 1935)
  - Francisco Faus, hiszpański duchowny katolicki, poeta, członek prałatury personalnej Opus Dei (ur. 1931)
  - Giovanni Lievore, włoski lekkoatleta, oszczepnik (ur. 1932)
  - Priscilla Pointer, amerykańska aktorka (ur. 1924)
  - Maciej Ratuszniak, polski zawodowy gracz e-sportowy (ur. 1989)
  - Stanley Schlarman, amerykański duchowny katolicki, biskup Dodge City (ur. 1933)
  - Jan Wołosz, polski bibliotekarz, redaktor, przewodniczący Stowarzyszenia Bibliotekarzy Polskich (ur. 1937)